# Hoplophthiracarus repetitus
Hoplophthiracarus repetitus är en kvalsterart som beskrevs av Subías 2004. Hoplophthiracarus repetitus ingår i släktet Hoplophthiracarus och familjen Phthiracaridae. Inga underarter finns listade i Catalogue of Life.